# 나스롤라 엔테잠
나스롤라 엔테잠(1900년 2월 16일 ~ 1980년 12월 19일, 페르시아어: نصرالله انتظام)은 이란의 정치인, 외교관이다. 1947년부터 1950년까지 유엔 주재 이란 대사를 역임했으며 1950년에 열린 제5차 유엔 총회에서 의장을 역임했다.

## 생애 초반
나스롤라 엔테잠은 1900년 2월 16일에 이란 테헤란의 카자르 가문에서 태어났다. 그의 아버지인 알살타나 엔테잠과 형인 압둘라 엔테잠도 외교관이자 정치인이었으며 그의 할아버지는 나스르 알딘 샤 황제의 재위 기간에 교단부 장관을 역임했다. 그의 어머니인 호르시드 라카 가파리는 카샨의 가파리 가문 출신이다. 나스롤라와 그의 형은 모두 테헤란 주재 독일 대사관 학교에서 교육을 받았다. 엔테잠은 테헤란 대학교에서 정치학을, 프랑스 파리 대학교(현재의 신 파리 대학교)에서 법학을 전공했다.

## 외교관 및 정치인 경력
엔테잠은 제1차 세계 대전이 끝난 1918년에 이란 외무부에 합류했으며 1926년부터 1929년까지 프랑스 파리, 폴란드 바르샤바, 스위스 베른, 영국 런던 주재 이란 공사관 비서관을 역임했다. 1933년에 영국에서 열린 런던경제회의에서 이란 정부를 대표했으며 1934년부터 1938년까지 스위스 베른 주재 이란 임시대리대사 겸 부대표를 역임했다. 엔테잠은 1932년부터 1933년 사이에 일어난 영국-페르시아 석유 회사 분쟁 당시에 이란 공사관 비서로 재직했으며 알리아크바르 다바르, 호세인 알라와 함께 스위스 제네바에 위치한 국제연맹 본부로 가서 이란의 사례를 발표했다. 엔테잠은 1938년에 스위스 베른을 떠나 이란 테헤란으로 돌아와 4년 동안 이란 외무부 정치국 국장으로 근무했다.
엔테잠은 제2차 세계 대전 시기에 영국과 소련이 이란을 점령하는 동안에 공중보건부 장관, 체신전신부 장관, 도로부 장관을 역임했으며 1944년부터 1945년 모르테자알리 바야트 총리 내각에서 외무부 장관 등 여러 직책을 역임했다. 1941년 9월에 영국과 소련이 이란을 점령하고 레자 샤 팔라비 황제가 퇴위한 이후부터 1942년 3월에 모하마드 알리 포루기가 대법원장으로 임명될 때까지 나스롤라는 법원을 "완전히 관장"했으며 모하마드 레자 팔라비 황제와 긴밀한 관계를 발전시켰다. 1942년에는 이란 테헤란에 위치한 골레스탄 궁전에서 열린 기념식 총장으로도 임명되었다. 유엔 설립의 계기가 된 1945년 샌프란시스코 회의, 1946년 제1차 유엔 총회에서 이란을 대표하여 전쟁 이후에도 외교 문제에 계속 참여했다. 1947년에는 유엔 주재 이란 상임대표가 되어 유엔 팔레스타인 특별위원회에 합류했으며 1949년에는 유엔 총회 정치특별위원회 위원장으로 '명예롭게' 활동했다. 그는 또한 유엔 상주 본부 소재지에 관한 유엔 소위원회 위원장을 맡았으며 1949년에는 유엔 총회 의장 초기 후보로 지명되었다. 그는 결국 "아시아의 통합을 위해" 필리핀 출신의 카를로스 P. 로물로를 지지하여 선거에서 물러났다.
1948년에 열린 제3차 유엔 총회 기간 동안에 유엔 신탁 통치 이사회와 방법 및 절차 특별위원회 의장을 역임했다. 1948년에는 임시 정치위원회 위원장을 지냈고 1950년에는 한국 휴전 위원회 위원으로 활동하면서 유엔 총회 의장으로 선출되었다. 6.25 전쟁(한국 전쟁)은 그의 유엔 총회 의장 재임 기간에 일어났다. 엔테잠은 미국의 경제 지원과 소련과의 관계 개선을 모두 원했기 때문에 모든 사람에게 공평하다는 신중한 모습을 유지하면서도 섬세한 길을 걷기 위해 노력했다. 이 시기에 유엔 총회는 평화를 위한 통합 결의도 통과시켰다. 엔테잠은 중화인민공화국의 유엔 가입을 허가하는 것을 고려하는 위원회를 설립하는 데 도움을 주었고 "한국의 전후 자유, 단결, 독립 보장"에 관한 결의를 통과시켰다. 1952년에는 노르웨이 출신인 트뤼그베 리의 뒤를 이을 차기 유엔 사무총장이 될 것으로 예상되었지만 대신 스웨덴 출신의 다그 함마르셸드가 선출되었다.
엔테잠은 1950년에 주미국 이란 대사관에서 외교관으로 근무한 공로로 미국 정부로부터 특명전권대사(대사)라는 직함을 받았다. 그는 미국 뉴욕에서 열린 유엔 총회에 참석한 최초의 비기독교도 외교관이기도 했다. 엔테잠은 1952년까지 미국 주재 이란 대사로 근무하다가 모하마드 모사데그 총리 내각에서 알라야르 살레로 교체되었다. 엔테잠은 네덜란드 헤이그에 위치한 국제사법재판소로 자리를 옮겼다. 그러다가 1953년 8월에 이란에서 쿠데타가 일어나면서 미국 주재 대사로 복귀했다. 그 뒤 1958년부터 1962년까지 프랑스 주재 이란 대사로 근무했다.
엔테잠은 파리를 떠난 이후에 아사돌라 알람 총리 내각에서 무임소장관을 역임했다. 1965년 인도-파키스탄 전쟁 이후에 엔테잠은 전쟁 중인 국가들의 경계, 즉 쿠치의 란(Rann of Kutch)에 대한 분쟁에 대한 위원과 판사로 활동했다. 그는 나중에 라스타히즈당 창당대회의 의장으로 선출되었다. 1963년에 작성된 주이란 미국 대사관의 보고서에 따르면 엔테잠과 그의 동생인 압돌라는 알리 아미니 총리 내각에서 비공식적으로 활동했으며 12년 동안 매주 수요일에 만났다. 그의 동생이 명예롭고 존경을 받을 만한 사람으로 여겨진 반면에 나스롤라는 "화려하고 세련된 독신 남성이자 유능한 관리"로 간주되었다.

## 말년과 사망
엔테잠은 1960년대 말부터 1970년대 초반 사이에 은퇴했지만 일부 자격으로 모하마드 레자 팔라비를 위해 계속 봉사했다. 그의 마지막 임무는 1976년에 열린 미국 독립 200주년 기념 행사 의장이자 라스타히즈당 공동 의장이었다. 그는 1979년에 일어난 이란 이슬람 혁명 이후에 가족들의 해외 체류 요청에도 불구하고 스위스에서 천식 치료를 받고 이란으로 돌아왔다. 그는 귀국하자마자 테헤란 메흐라바드 국제공항에서 체포되어 "정치적 혐의"로 체포되었다. 그는 테헤란에 위치한 에빈 감옥에 수감되어 고문을 당하고 나중에 뇌졸중을 일으켜 병원으로 이송되었다.
엔테잠은 1980년 12월 19일 직후에 사망했지만 소식통에 따르면 그가 테헤란을 넘어 자신의 집, 자매의 집, 감옥 또는 병원 등 어디에서 세상을 떠났는지에 대해서는 의견이 일치하지 않는 것으로 보인다. 그의 유해는 테헤란에 위치한 베헤슈테 자흐라 공동묘지에 안장되었다. 엔테잠의 조카는 형 압돌라의 아들인 흄 호런이었다. 엔테잠은 프리메이슨이기도 했다.